# Décès en août 1886
Décès
- 1882
- 1883
- 1884
- 1885
- 1886
- 1887
- 1888
- 1889
- 1890

Pour une information complémentaire, voir la page d'aide.

| Date    | Nom                          | Pays                                       | Activités                                     | Âge   | Source |
| ------- | ---------------------------- | ------------------------------------------ | --------------------------------------------- | ----- | ------ |
| 3 août  | Hubert Jules César Zuber     | Drapeau de la France                       | Médecin militaire française.                  | 39    |        |
| 4 août  | Dunan Mousseux               | Drapeau de la France                       | Auteur dramatique et chansonnier française.   | 60    |        |
| 4 août  | Samuel Jones Tilden          | Drapeau des États-Unis                     | Homme politique américain.                    | 72    |        |
| 4 août  | Eléonore Vergeot             | Drapeau de la France                       | Maîtresse de Napoléon III.                    | 65    |        |
| 5 août  | Robert Allen                 | Drapeau des États-Unis                     | Général américain.                            | 75    |        |
| 6 août  | Jean-François Abeloos        | Drapeau de la Belgique                     | Sculpteur et peintre belge.                   | 66    |        |
| 6 août  | Henriette André-Walther      | Drapeau de la France                       | Philanthrope française.                       | 79    |        |
| 6 août  | Charles Victor Oudart        | Drapeau de la Belgique                     | Fonctionnaire belge.                          | 71    |        |
| 6 août  | Wilhelm Scherer              | Drapeau de l'Autriche-Hongrie              | Linguiste autrichien.                         | 45    |        |
| 7 août  | Paul Béranger                | Drapeau de la France                       | Homme politique français.                     | 52    |        |
| 9 août  | Henri de Chacaton            | Drapeau de la France                       | Peintre orientaliste français.                | 73    |        |
| 9 août  | Samuel Ferguson              | Drapeau du Royaume-Uni                     | Poète irlandais.                              | 76    |        |
| 10 août | George Busk                  | Drapeau du Royaume-Uni                     | Chirurgien et zoologiste britannique.         | 78    |        |
| 10 août | Eduard Grell                 | Drapeau de l'Allemagne                     | Compositeur et organiste allemand.            | 85    |        |
| 11 août | Lydia Koidula                | Drapeau de l'Empire russe                  | Poétesse estonienne.                          | 42    |        |
| 11 août | Ivan Ounkovski               | Drapeau de l'Empire russe                  | Amiral russe.                                 | 64    |        |
| 11 août | Dolores Tosta                | Drapeau du Mexique                         | Première dame du Mexique.                     | 59    |        |
| 12 août | Carl Plötz                   | Drapeau de l'Allemagne                     | Entomologiste allemand.                       | 71/72 |        |
| 14 août | Charles Gaslonde             | Drapeau de la France                       | Homme politique français.                     | 74    |        |
| 14 août | Edmond Laguerre              | Drapeau de la France                       | Mathématicien français.                       | 52    |        |
| 14 août | Calinic Miclescu             | Drapeau de la Roumanie                     | Prêtre orthodoxe et homme politique roumain.  | 64    |        |
| 16 août | Cecilio Pizarro              | Drapeau de l'Espagne                       | Peintre et graveur espagnol.                  | 68    |        |
| 16 août | Râmakrishna                  | Drapeau de l'Empire britanniques des Indes | Moine et Philosophe indien.                   | 50    |        |
| 17 août | Alexandre Boutlerov          | Drapeau de l'Empire russe                  | Chimiste russe.                               | 57    |        |
| 17 août | Henry O'Rielly               | Drapeau des États-Unis                     | Entrepreneur américain.                       | 80    |        |
| 17 août | Victor Pavie                 | Drapeau de la France                       | Écrivain français.                            | 77/78 |        |
| 18 août | Adolphe Amouroux             | Drapeau de la France                       | Notaire et homme politique français.          | 50    |        |
| 18 août | Edgar Bauer                  | Drapeau de l'Allemagne                     | Philosophe allemand.                          | 65    |        |
| 18 août | Peter Burnitz                | Drapeau de l'Allemagne                     | Peintre allemand.                             | 62    |        |
| 18 août | Paul Dupont des Loges        | Drapeau de la France                       | Prélat et homme politique d'origine français. | 81    |        |
| 18 août | Philippe Fournier            | Drapeau de la Suisse                       | Homme politique suisse.                       | 68    |        |
| 19 août | François Grivet              | Drapeau de la France                       | Ingénieur et architecte français.             | 60    |        |
| 19 août | Gustave Meurant              | Drapeau de la France                       | Architecte français.                          | 66    |        |
| 19 août | Edmond Régnier               | Drapeau de la France                       | Rentier et homme d'affaires français.         | 64    |        |
| 20 août | Ralph Neville-Grenville      | Drapeau du Royaume-Uni                     | Homme politique britannique.                  | 69    |        |
| 20 août | Charles Savy                 | Drapeau de la France                       | Archéologue français.                         | 70    |        |
| 20 août | Ann S. Stephens              | Drapeau des États-Unis                     | Écrivaine américaine.                         | 76    |        |
| 23 août | Félix-Étienne Ledent         | Drapeau de la Belgique                     | Musicien belge.                               | 69    |        |
| 23 août | Henry Hopkins Sibley         | Drapeau des États-Unis                     | Général américain.                            | 70    |        |
| 24 août | François La Vieille          | Drapeau de la France                       | Homme politique français.                     | 57    |        |
| 24 août | Marie de l'Incarnation Rosal | Drapeau du Guatemala                       | Religieuse guatémaltèque.                     | 70    |        |
| 25 août | Charles Callahan Perkins     | Drapeau des États-Unis                     | Historien de l'art et graveur américain.      | 63    |        |
| 25 août | Zinóvios Válvis              | Drapeau de la Grèce                        | Homme politique grec.                         | 85/86 |        |
| 27 août | Antoine Auguste Barthélémy   | Drapeau de la France                       | Homme politique français.                     | 84    |        |
| 28 août | Camille Louis Husson         | Drapeau de la France                       | Pharmacien et érudit français.                | 43    |        |
| 28 août | François-Gabriel Lépaulle    | Drapeau de la France                       | Peintre français.                             | 82    |        |
| 28 août | Charles Soulier              | Drapeau de la France                       | Photographe français.                         | 69    |        |
| 29 août | Elena d'Angri Vitturi        | Drapeau de l'Italie                        | Chanteuse italienne.                          | 61/62 |        |
| 29 août | Henry Lennox                 | Drapeau du Royaume-Uni                     | Homme politique britannique.                  | 64    |        |
| 30 août | Théodore Ghirardi            | Drapeau de la France                       | Peintre français.                             | 70    |        |
| 30 août | George Henry Gordon          | Drapeau des États-Unis                     | Avocat et général américain.                  | 63    |        |
| 31 août | Victor Plessier              | Drapeau de la France                       | Homme politique français.                     | 73    |        |